# بانوی انگلستان (کشتی) انگلند
بانوی انگلستان (کشتی) انگلند (به انگلیسی: Maid of England) یک کشتی بود. این کشتی در سال ۱۸۹۳ ساخته شد.